# Lutte aux Jeux olympiques intercalaires de 1906
Navigation
Édition précédente Édition suivante
Quatre épreuves de lutte se sont déroulées lors des Jeux olympiques intercalaires de 1906 organisés à Athènes, tous en lutte gréco-romaine masculine.

## Résultats
| Épreuves    | Or                   | Argent           | Bronze         |
| Poids léger | Rudolf Watzl         | Karl Karlsen     | Holubán Ferenc |
| Poids moyen | Verner Weckman       | Rudolf Lindmayer | Robert Behrens |
| Poids lourd | Søren Marinus Jensen | Henri Baur       | Marcel Dubois  |
| Global      | Søren Marinus Jensen | Verner Weckman   | Rudolf Watzl   |

## Tableau des médailles
| Rang | Nation   | Or | Argent | Bronze | Total |
| ---- | -------- | -- | ------ | ------ | ----- |
| 1    | Danemark | 2  | 1      | 1      | 4     |
| 2    | Autriche | 1  | 2      | 1      | 4     |
| 3    | Finlande | 1  | 1      | 0      | 2     |
| 4    | Belgique | 0  | 0      | 1      | 1     |
|      | Hongrie  | 0  | 0      | 1      | 1     |